# Rudolf Margolius
Rudolf Margolius (31. srpna 1913 Královské Vinohrady – 3. prosince 1952 Praha) byl český ekonom a právník, náměstek ministra zahraničního obchodu v letech 1949–1952, oběť Slánského procesu.
Do kategorie českých dějin padesátých let patří pražský proces, inscenovaný soud s lidmi okolo bývalého generálního tajemníka Komunistické strany Československa (KSČ) Rudolfa Slánského, kteří byli v listopadu 1952 komunistickou justicí odsouzeni a v prosinci 1952 popraveni.
Skupina okolo Slánského se skládala z celé řady osobností. Na jedné straně byl Slánský, patřící k těm, kdo do Československa zavedli stalinistický režim. Uprostřed byl Vladimír Clementis, komunista a jeden z osnovatelů únorového puče. Na rozdíl od Slánského neztratil však soudnost a odvážil se kritizovat pakt Stalina s Hitlerem. Na opačném konci škály byl například Rudolf Margolius.
Během června 1945 Margolius doprovázel Jarmilu Čapkovou do koncentračního tábora Bergen-Belsen hledat Josefa Čapka.
Vstoupil do KSČ až v prosinci 1945 a naději v československou formu socialismu mu vtiskla zkušenost v hitlerovských koncentračních táborech. Zůstal pouhým členem, bez vysoké funkce, až do svého zatčení v lednu 1952.

## Život
Narodil se roku 1913 v židovské rodině Vítězslava a Berty Margoliových na Královských Vinohradech v Nerudově (nyní Polské) ulici. Vystudoval reálné gymnázium ve Slovenské ulici na Vinohradech a v roce 1937 byl promován na doktora práv na Karlově universitě, kde studoval v letech 1932–1937 ve stejném ročníku s Hanušem Bonnem. Během studií byl členem organizace YMCA, pod jejíž záštitou procestoval před válkou Evropu a Spojené státy. Od října 1937 do března 1939 Margolius sloužil v pátém pěším pluku TGM v Praze, kde dokončil vojenskou službu jako podporučík v záloze. Sloužil spolu s hudebním skladatelem Janem Hanušem.
Margolius byl deportován v roce 1941 do ghetta v Lodži a v roce 1944 do Osvětimi, a posléze do Dachau, ze kterého utekl na konci dubna 1945. V květnu 1945 byl velitelem utečeneckého tábora v Garmisch-Partenkirchen. Do KSČ vstoupil koncem roku 1945. Pro členství se rozhodl po nuceném životě v ghettu a koncentračních táborech a po nacistickém vyvraždění rodičů i příbuzných.
V letech 1945–1948 pracoval v Ústředním svazu československého průmyslu v Praze. Posléze byl šéfem kabinetu ministra zahraničního obchodu (1948–1949) a pak náměstkem ministra zahraničního obchodu (1949–1952) pod vedením ministra Antonína Gregora a řídil sektor obchodu s kapitalistickými zeměmi. Spolu s Evženem Löblem byl autorem dolarové ofenzívy v československé hospodářské politice. V roce 1949 podepsal několik důležitých hospodářských smluv s Velkou Británií v Londýně, které byly smluvené díky jeho osobnímu úsilí v mnohem větší prospěch pro Československo než Británii. Československá vláda byla s výsledky jednání spokojena a uložila, aby pracovníkům, kteří se na jednaní podíleli, bylo vysloveno uznání. Po zjištění stranické korupce a potlačování svobody v květnu 1951 rezignoval na svou funkci, ale jeho rezignace nebyla přijata, bylo mu nařízeno pokračovat ve své funkci.
JUDr. Rudolf Margolius byl zatčen 10. ledna 1952. V listopadu 1952, po měsících fyzického a psychologického nátlaku od sovětských poradců a StB, kdy byl donucen podepsat falešné doznání, se poprvé sešel u pankráckého soudu s ostatními členy údajné konspirace vedené Rudolfem Slánským. Hodil se do spiknutí podle těch, co je osnovali, protože sjednával hospodářské dohody se západními zeměmi navzdory nátlaku Sovětského svazu orientovat hospodářství pouze na socialistické země a ve své práci na ministerstvu zacházel s velkými částkami peněz a to ovlivňovalo nejvíce tehdejší veřejné mínění. O rozsudcích smrti pro jedenáct ze čtrnácti obžalovaných se rozhodovalo v Moskvě a na ÚV KSČ. Před popravou dne 3. prosince 1952 Rudolf Margolius nepronesl žádná slova.
Pavel Tigrid napsal: „Margolius… si prožil své v nacistických koncentrácích a do KSČ vstoupil po válce z opravdového přesvědčení: aby se už nikdy nemohlo opakovat, co se stalo, aby už nikdy nikdo nebyl pronásledován pro svůj rasový, národní nebo sociální původ, aby si lidé byli opravdu rovni, aby byl nastolen věk skutečné svobody. O pár let později se soudruhům podařilo, co se nepovedlo nacistům: zabili ho.“

## Média

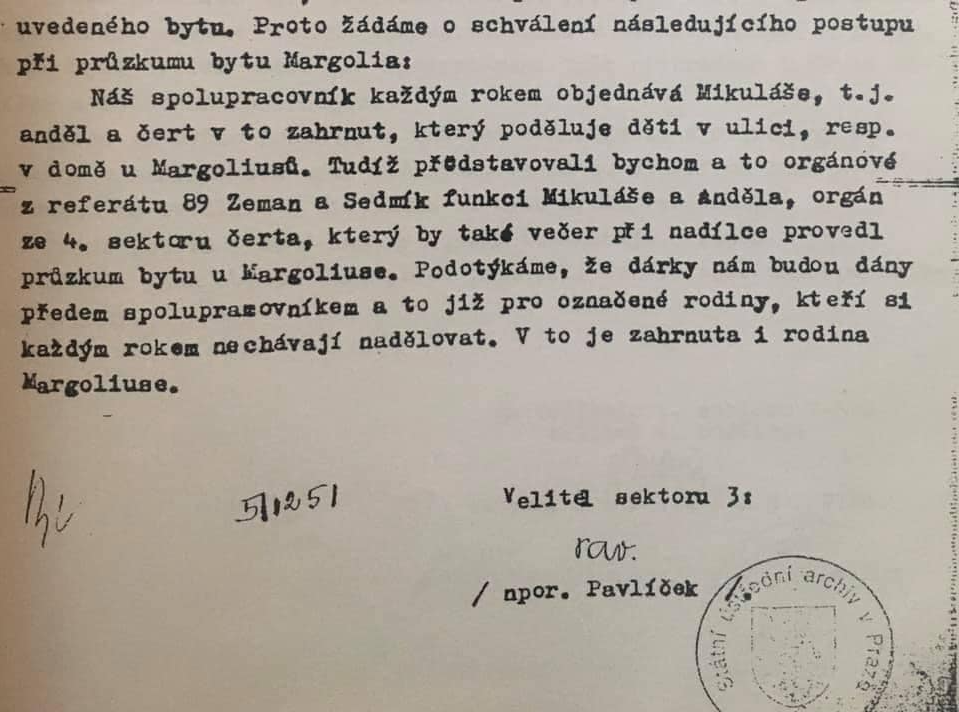
Záznam o sledování bytu Margoliusových v roce 1951. Agenti StB využili převleků Mikuláše, Čerta a Anděla, aby mohli byt "infiltrovat".

Československý prezident Ludvík Svoboda udělil in memoriam Řád republiky Rudolfu Margoliovi, někdejšímu náměstkovi ministra zahraničního obchodu, popravenému v roce 1952 během stalinistického Slánského procesu. Margolius byl obviněn, že je členem „protistranického spikleneckého centra“, a 27. listopadu 1952 byl spolu s tajemníkem strany Rudolfem Slánským a devíti dalšími odsouzen k smrti.
V roce 1963 nejvyšší soud Slánského i ostatní právně rehabilitoval. Všichni byli původně obviněni z velezrady, špionáže, sabotáže a organizování židovského spiknutí, jehož cílem mělo být svržení vlády.
Le Procès - Praha 1952, francouzský dokumentární film režisérky Ruth Zylberman pro ARTE France & Pernel Media měl světovou premiéru na Mezinárodním festivalu dokumentárních filmů FIPADOC, Biarritz, Francie 18. ledna 2022. Nový film byl založen na filmové a zvukové archivy nalezené náhodou v roce 2018 ve skladišti na blízkosti Prahy. Režisérka vypráví proces prostřednictvím potomků tří odsouzených: dcery a vnuka Rudolfa Slánského, syna a vnučky Rudolfa Margoliuse, oba po procesu popravených, a tří dětí Artura Londona , odsouzených na doživotí.
Historik David Hertl zdůraznil, že Margolius nedržel žádné role ve vládě či v komunistické straně na programu Českého rozhlasu Plus ze dne 1. prosince 2022 nazvaným Nejmladším oběšeným v procesu se skupinou Slánského byl Rudolf Margolius. Proč zrovna on, je ale pro historiky záhadou.
V prosinci 2023 nepodepsaný autor na názorové platformě Seznam Médium uvedl „… Na druhou stranu tu ovšem byly osobnosti jako Rudolf Margolius, který byl ryzím technokratem, a o kterém se dá s klidným svědomím říci, že byl naprosto nevinný.“
Petr Mallota a kolektiv v knize Popravení z politických důvodů v komunistickém Československu vydané v listopadu 2024 potvrdil nestranickou činnost Margoliuse takto: „Agilním komunistickým funkcionářem se však nikdy nestal, na to ho příliš zaměstnávaly odborné pracovní záležitosti. Kádroví pracovníci jej hodnotili jako velmi schopného, úžasně obětavého člověka, až dříče. Politicky však, podle nich, pracoval málo, vlastně ani neměl o politickou práci zájem."
Ve dne 3. března 2025 Robert Břešťan napsal článek nazvaný Případ popraveného muže. A boj o omluvu u Gottwalda, Havla až k Pavlovi na webové stránce hlidacipes.org kde popisuje snahu Ivana Margoliuse získat omluvu za vraždu svého otce. 

## Pamětní deska
Pamětní deska Rudolfa Margolia je umístěna na rodinné hrobce na Novém židovském hřbitově, Izraelská 1, Praha 3, sektor 21, řada 13, hrob 33, za hrobem Franze Kafky.